# Dub u Váchalovského mlýna
Dub u Váchalovského mlýna byl památný strom v obci Kout na Šumavě nedaleko Kdyně. Dub letní (Quercus robur L.) rostl severovýchodně od obce u cesty poblíž mlýna. Jeho stáří bylo odhadováno na 500 let, byl vysoký 29 m a obvod kmene byl 775 cm (měřeno 1986). Byl chráněn od 15. října 1986 pro svoji biologickou, estetickou i historickou hodnotu.
Ochrana stromu byla zrušena 9. prosince 1992.

## Stromy v okolí
- Bílkovský dub
- Bílkovský javor
- Duby nad rybníkem Bílka
- Dub nad Spáleným rybníkem
- Duby v Pekle
- Jasan u Starého Dvora
- Lípa u Krysálů
- Lípa za Bečvárnou †
- Dub v třešnové rovci
- Starodvorské duby
- U Čtyřech lip
- Zámecká lípa